# Zollhundeschule

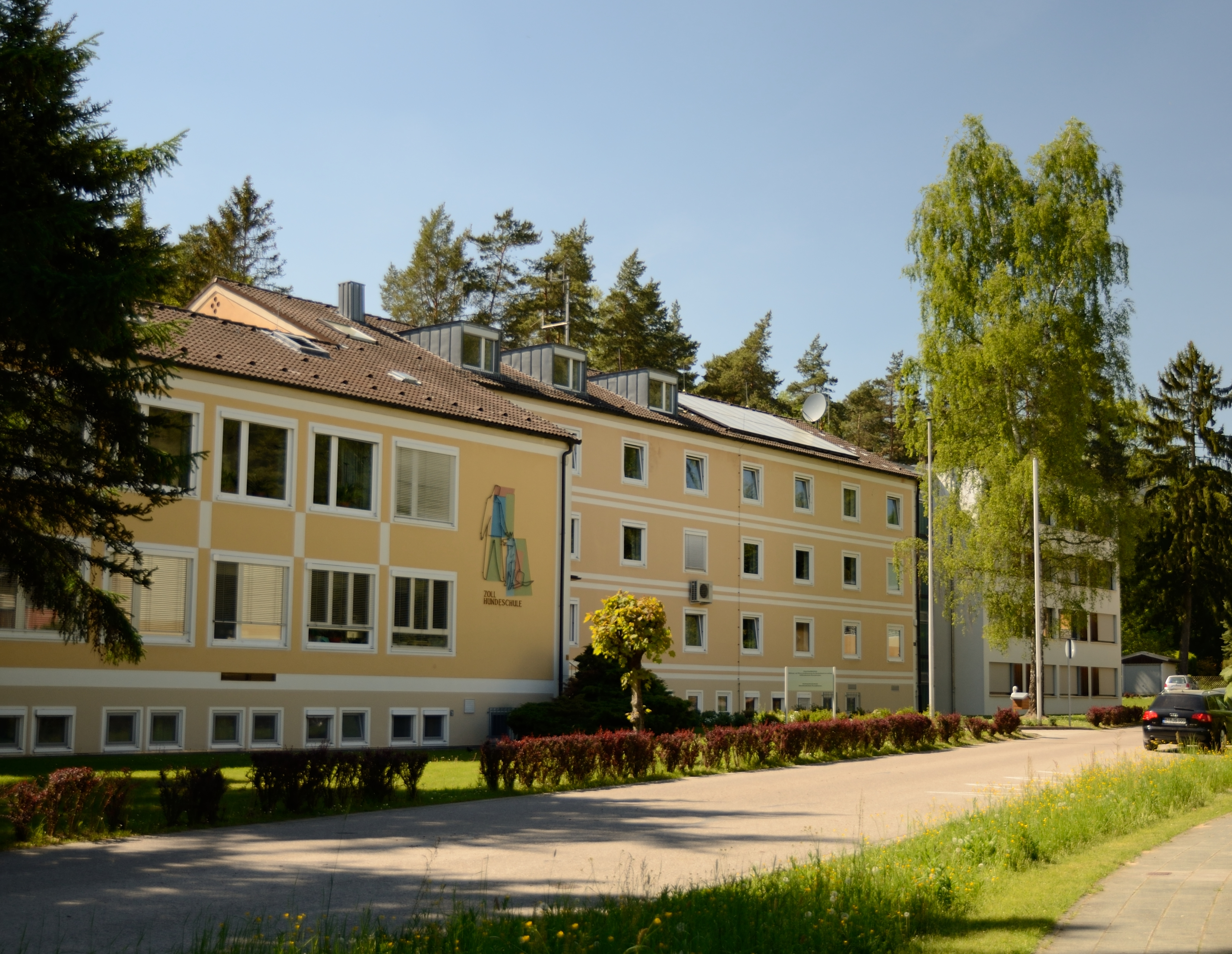
Celní škola služební kynologie Neuendettelsau

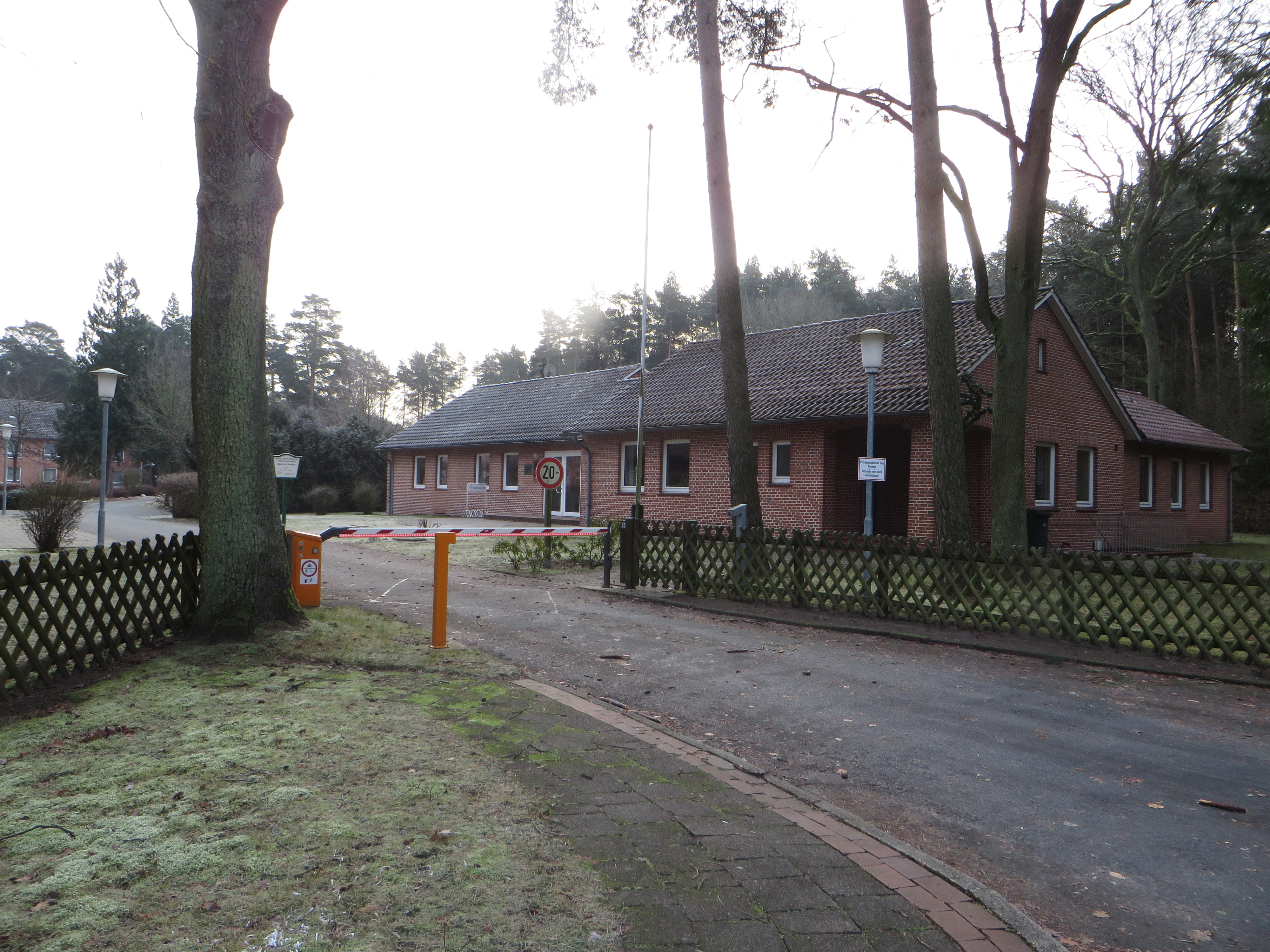
Celní škola služební kynologie Bleckede

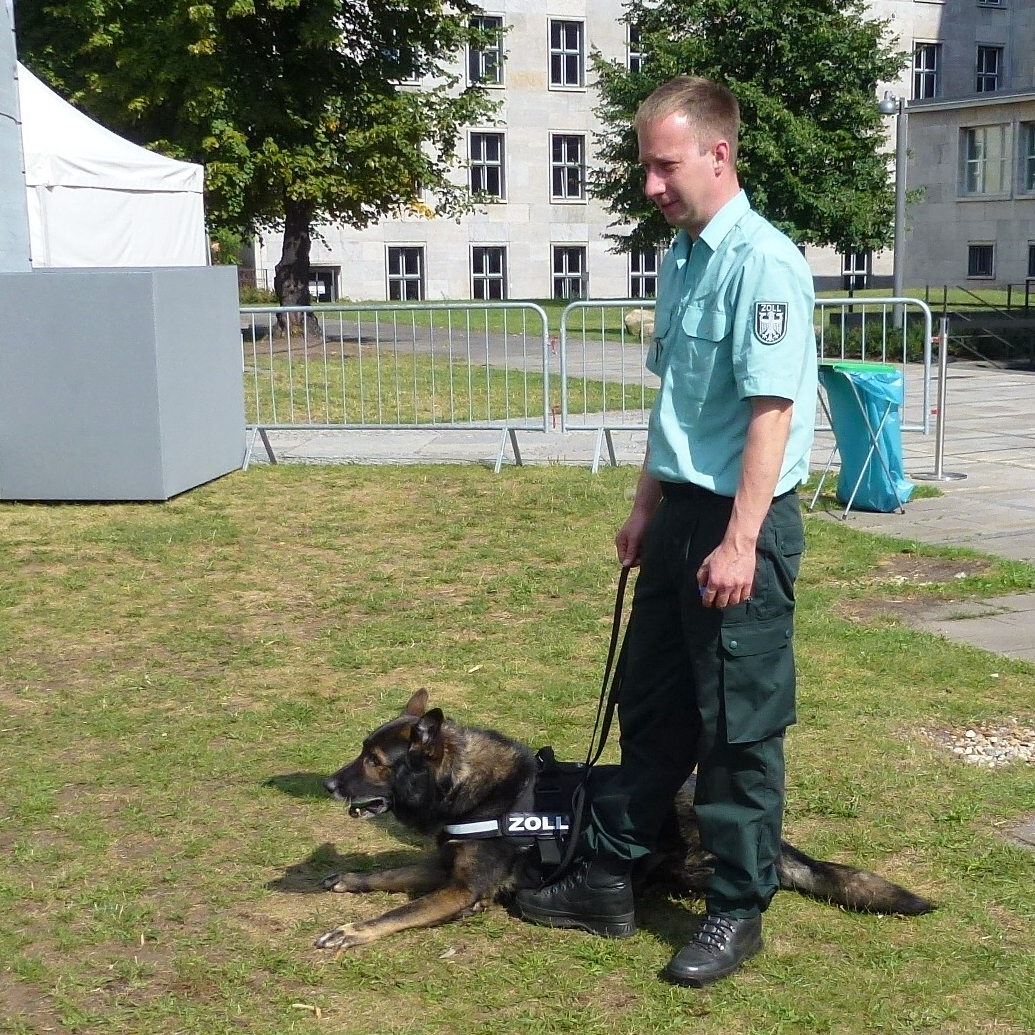
Psovod Celní správy SRN se svým služebním psem

Zollhundeschule (ZHSch; česky Celní škola služební kynologie) je zařízení Celní správy SRN pro výcvik celníků-psovodů, výcvik všestranných služebních psů (Schutzhund) a psů pro speciální pachové práce (Spürhund). V roce 1958 byly založeny stále fungující celní školy služební kynologie v německých obcích Bleckede (Dolní Sasko) a Neuendettelsau (Bavorsko).

## Organizace
Celní škola služební kynologie Bleckede a Celní škola služební kynologie Neuendettelsau byly v rámci realizace projektu strukturálního vývoje celní správy (Projekts Strukturentwicklung Zoll) integrovány jako výcviková zařízení služební kynologie do Vzdělávacího a výzkumného centra Spolkové finanční správy (Bildungs- und Wissenschaftszentrum der Bundesfinanzverwaltung; BWZ).

## Zařízení
Celní kynologická škola v Bleckede sídlí na adrese Breetzer Straße 33, 21354 Bleckede. Zařízení zahrnuje přes 100 psích kotců, 200 ha lesnaté krajiny, 8 výcvikových prostor a 3 bunkry.
Celní kynologická škola v Neuendettelsau sídlí na adrese Breslauer Straße 1, 91564 Neuendettelsau. Zařízení je vybaveno 70 kotci pro psy, má 130 ha lesnaté krajiny, okolo 600 ha ploch k výcviku sledování pachových stop, 9 výcvikových prostor a 80 bunkrů.
Obě zařízení jsou společně využívána jak Celní správou SRN, tak Spolkovou policií. Existují také vzdělávací projekty s celními správami různých států.

## Vzdělávání
Školení celních psovodů provádí instruktoři pro výcvik psů celní správy a školení se mohou účastnit pouze celníci s ukončeným dvouletým středním celním vzděláním.
Je požadováno, aby pes určený ke služebnímu výcviku byl minimálně dvanáct měsíců starý, musí být jak výrazně hravý a mít dobré čichové smysly, tak být lehce dominantní. Všestranný výcvik služebních psů začíná třítýdenním přípravným kurzem. Po krátkém odpočinkové fázi následuje pětitýdenní závěrečný kurz zakončený zkouškou. V případě vhodných předpokladů může navazovat výcvik pro účely speciálních pachových prací. Následně mohou být psi individuálně využíváni pro vyhledávání drog, tabáku, hotovosti nebo výbušnin. V roce 2005 bylo v celní kynologické škole v Bleckede vycvičeno 180 psů.
Zpravidla jsou cvičeni psi plemena belgického ovčáka, ale také němečtí a holandští ovčáci, knírači a stejně tak další plemena psů a míšených plemen. Výhradně pro speciální pachové práce jsou cvičena také jiná plemena jako labradorský retrívr, anglický kokršpaněl nebo Jack Russell teriér. Psi celní správy jsou využíváni jako služební psi do stáří deseti let. Výcvik psa a psovoda trvá průměrně 12 až 18 měsíců a stojí přibližně 10 000 až 15 000 eur.